# فتح نيسابور
وقع فتح نيسابور في عام 652م بعد معركة بين آل كارين والخلافة الراشدة.

## خلفية
في عام 651، قُتل يزدجرد الثالث على يد ماهوي سوري، مرزبان مرو الشاهجان. فٌتحت طبرستان بعد ذلك من قبل المسلمين. وعقد فرخزاد هرمز، الوزير السابق ليزدجرد، وحاكم طبرستان، معاهدة مع المسلمين. ثم فتح المسلمون خراسان وعقدوا معاهدة مع كنارنج طوس، كنارا بدفع الجزية مقابل بقائه على حكم المدينة. لزيادة نفوذ وسلطة سلالة كارين واستعادة أراضيها السابقة، قام برزين، جنبًا إلى جنب مع كنارنج آخر يدعى سوار كارين، بمقاومة العرب. مع وعد له باستعادة أراضيه المفقودة، وافق كنارا على مساعدة عبد الله بن عامر في الاستيلاء على نيسابور من المتمردين.

## المعركة
قاتل عبد الله بن عامر وكنارا بشدة للاستيلاء على المدينة، فحاول سوار أن يتصالح مع عبد الله، وأخبره أنه سيفتح أبواب نيسابور إذا عفا عنه. وافق عبد الله، وفتحت البوابات، ودخل المدينة بجيشه. وأعاد المدينة إلى حكم كنارا.